# Little Secrets - Sogni e segreti
Little Secrets - Sogni e segreti è un film del 2001 diretto da Blair Treu.
Presentato in anteprima al Heartland Film Festival nell'ottobre 2001, il film ha avuto una limitata distribuzione cinematografica il 23 agosto 2002.

## Trama
Emily Lindstrom, aspirante violinista di 14 anni, trascorre l'estate a fare pratica per un'audizione per entrare nella InterMountain Youth Symphony Orchestra di Salt Lake City, mentre le sue due migliori amiche, Laurel e Jenny, vanno al campo estivo. La ragazza gestisce anche la curiosa attività di essere la custode dei segreti alcuni. Nel frattempo, i suoi genitori stanno aspettando un altro bambino e sembrano preoccuparsene più di lei.
Philip Lenox e la sua famiglia si trasferiscono nella casa accanto a quella dei Lindstrom. Mentre aiuta la sua famiglia a disfare le valigie, Philip rompe accidentalmente un prezioso pezzo degli scacchi e viene sorpreso da Emily mentre cerca di seppellirlo nel giardino anteriore. Lui la paga cinquanta centesimi per mantenere segreta la casa e per nascondere il pezzo nel suo baule del tesoro (insieme ad altri oggetti distrutti dagli altri suoi clienti, in sacchetti di carta etichettati con i loro nomi).
Quando Emily invita Philip ad unirsi a lei in una sessione di tè pomeridiano usando la porcellana costosa ed insostituibile della sua famiglia, i due rompono accidentalmente due tazzine. Nel frattempo, mentre Philip inizia ad innamorarsi di Emily, il suo fratello maggiore, David, espulso dal campo perché coinvolto in un incidente d'auto mentre era ubriaco, fa ritorno a casa. Ben presto Emily inizia ad innamorarsi di David, il che rende Philip geloso.
Durante il baby shower di sua madre, David cerca di parlare con Emily e lei gli rivela che è a conoscenza del motivo per cui è stato espulso dal campo da tennis. Successivamente, va a prendere il violino dal tetto e cade a terra, necessitando di un viaggio in ospedale. Mentre è lì, sua madre dà alla luce la sua nuova sorella, Grace. Tutti sono vicino al suo letto d'ospedale tranne David, che sta origliando dietro la tenda. I presenti chiedono se Grace assomiglia a lei quando era piccola e lei rivela di essere stata adottata. I suoi genitori naturali sono stati uccisi da un guidatore ubriaco quando aveva 10 mesi ed è considerato un miracolo che sia vissuta. L'autista è stato condannato af un anno di prigione e, a meno di un mese dal rilascio, si è schiantato contro l'auto di qualcun altro e si è suicidato. Dopo aver sentito questo, David si sente molto in colpa e capisce perché lo disprezza così tanto. Dopo essere stata dimessa dall'ospedale, lei e Philip restituiscono tutti i sacchetti di carta ai suoi clienti. Per ringraziarlo, lei lo bacia sulla guancia, poi arriva David e gli dà il suo primo bacio.

## Produzione
Concepito inizialmente come un Disney Channel Original Movies fino a quando non è stato finanziato dalla Columbia-TriStar.
Daniel Clark era stato inizialmente scelto per il ruolo di Philip, ma è stato costretto a rifiutare la parte dopo aver ottenuto il ruolo di Sean Cameron in Degrassi: The Next Generation.

## Accoglienza
Il film ha ricevuto recensioni contrastanti al momento della sua uscita. Rotten Tomatoes gli ha dato una valutazione del 60% da 48 critiche, con il consenso che afferma che "Little Secrets è un intrattenimento salutare per i bambini, ma anche piuttosto blando." La valutazione di IMDb è di 6 stelle.

## Riconoscimenti
- 2001 - Heartland International Film Festival[2]
  - Crystal Heart Award
- 2003 - Young Artist Awards[2]
  - Best Performance in a Feature Film - Young Actress Age Ten or Under a Caitlin E.J. Meyer
  - Nomination Best Performance in a Feature Film - Leading Young Actress ad Evan Rachel Wood
  - Nomination Best Family Feature Film - Comedy

## Citazioni cinematografiche
Una delle sottotrame di Little Secrets coinvolge qualcuno che tenta letteralmente di scavare fino ad arrivare in Cina. Questa è una citazione del film Un autunno fra le nuvole (1997), nel quale recitò anche Evan Rachel Wood.